# Шустов, Михаил Анатольевич
 Шустов, Михаил Анатольевич  — советский и российский специалист, доктор технических наук, кандидат химических наук, известный публикациями в области электроники, химии, физики, геологии, медицины, истории, методологии решения изобретательских задач, методов обработки информации.

## Биография
Родился 12 марта 1952 г. в селе Пудино Парабельского района Томской области. Отец — Шустов Анатолий Иванович (1917—1967), пенсионер. Мать — Шустова (Преснецова) Анна Александровна (1919—1985), окончила Томский медицинский институт, санитарный врач-эпидемиолог.
В 1969 г. окончил среднюю школу № 2 в г. Нолинске Кировской области и поступил на физико-технический факультет Томского политехнического института (ТПИ), кафедра «Физико-энергетические установки». В феврале 1975 г. защитил диплом и был распределен на кафедру радиационной химии химико-технологического факультета ТПИ.
С 1970 по 1975 гг. был заместителем начальника коллективной радиостанции ТПИ UK9HAB, с 1973 г. — членом Совета областного радиоклуба ДОСААФ. В августе 1973 г. участвовал в радиоэкспедиции по реке Обь с позывным UK9HAB/m на борту агиттеплохода «Север» (г. Томск — с. Александровское — Стрежевой).
Работал на химико-технологическом факультете ТПИ (1975—1986 гг.) в группе фотохимии: инженер, старший инженер, младший и затем старший научный сотрудник. Читал лекции по катализу и технологии катализаторов, а также технологии неорганических веществ.
Обучался в аспирантуре ТПИ в 1977—1980 гг. и с 1999 по 2002 гг. в докторантуре Томского политехнического университета (ТПУ). В 1981 г. окончил Томский общественный институт патентоведения ВОИР (факультет патентоведения) и в 1989 г. факультет методологии технического творчества.
В 1985 г. в Кемеровском госуниверситете защитил кандидатскую диссертацию «Исследование основных свойств фото- и терморегистрирующих сред на основе галогенидов тяжёлых металлов». Ученая степень — кандидат химических наук. Ученое звание — старший научный сотрудник (с 1988 г.).
С 1986 по 1990 гг. старший научный сотрудник, работал в научно-исследовательской лаборатории природно-техногенных электромагнитных систем (НИЛ ПТЭС) при кафедре минералогии и петрографии геологоразведочного факультета ТПИ, возглавлял отдел приборных разработок. Участвовал в экспедиционных исследованиях на территории СССР.
С 1990 г. после организации на базе НИЛ ПТЭС СибНИЦ АЯ при ТПИ (ТПУ) и по 1995 г. работал там в должности заместителя генерального директора по научной работе. С 1996 г. по 2002 г. — старший научный сотрудник, доцент на кафедре минералогии и петрографии факультета геологоразведки и нефтегазодобычи (Института геологии и нефтегазового дела) ТПУ.
В 2007 г. в Алтайском госуниверситете защитил докторскую диссертацию «Приборы, методы и среды регистрации и обработки информации на основе бистабильных и промежуточных состояний». Ученая степень — доктор технических наук.
С 2003 по 2012 гг. главный редактор ежемесячного междисциплинарного научного журнала «Известия Томского политехнического университета» от Издательства ТПУ (русско- и англоязычная версии). Одновременно с 2008 по 2013 гг. — профессор кафедры теоретической и прикладной механики Института физики высоких технологий ТПУ. Читал лекции по теоретической и прикладной механике, прикладной механике, деталям машин и основам конструирования, защите от коррозии оборудования нефтяных и газовых промыслов.
С 2013 г. на пенсии.
Участвовал в работе 77 научных конференций, совещании, семинаров, школ-семинаров различного масштаба: Международного, Всесоюзного, республиканского, регионального.
Был заместителем председателя Оргкомитета научно-практических конференций, посвященных 85-летию ХТФ (1985 г.) и 100-летию со дня рождения С.М. Кирова (1986 г.); в 1988, 1990, 1992 гг. был ученым секретарем Оргкомитетов I (412 участников) и II (620 участников) Всесоюзных и заместителем председателя III (около 200 участников) Международной школ-семинаров по непериодическим быстропротекающим явлениям в окружающей среде; членом Оргкомитетов 10 региональных научно-технических семинаров и конференций (1984–1993 гг.), научным и техническим редактором около 20 сборников статей и тезисов докладов, монографий. С 1993 по 2009 гг. – член-корреспондент Томского отделения Международной Академии энергоинформационных наук (ТО МАЭН) и Ученый секретарь ТО МАЭН.
Автор свыше 920 печатных работ (на июль 2025 года), среди которых 23 монографии и 2 сборника (в соавторстве), 18 изобретений, более 710 статей в ведущих реферируемых научных и технических журналах России, Белоруссии, Украины, в том числе 96 оригинальных статей и дублирующих переизданий в Германии, Великобритании, Франции, Нидерландах, Бельгии, Италии, Испании, Португалии, Бразилии, США, Польши, Венгрии, Чехии, Болгарии, Сербии, Словении, Китае и Тайване и др., кроме того 40 статей в сборниках и др. работы, порядка 700 Kbyte газетных публикаций.

## Награды и достижения
В 2006 г. награжден Почетной грамотой Администрации г. Томска, в 2011 г. — получил благодарность губернатора Томской области. Занесен в энциклопедию «Who is who в России» (Швейцария, 4-е издание). Третье место в категории «(Инновационные) Идеи» на 27-й Международной выставке Electronica 2016, München за работу «Barrier-Resistor Elements»..

## Основные научно-технические достижения в области
Показал возможность создания аналогов базовых элементов квантовой логики на основе средств оптоэлектроники и современных быстродействующих ключевых элементов, например, CNTFET — транзисторов (переключаемых резисторов) на основе графитовых (графеновых) нанотрубок с электростатическим управлением. Предложил оптоэлектронные и электронные ключевые аналоги вентилей NOT (Паули X), CNOT (Фейнмана), CCNOT (Тоффоли), SWAP, CSWAP (Фредкина), Переключателя Прайса, а также обобщенная схема универсального аналога вентилей CSWAP Фредкина и CCNOT Тоффоли.
Предложил бинарные элементы дробной логики — логических элементов, состоящих из двух узлов — входной резистивной матрицы и порогового модуля, работающих на основе принципов дробной логики. Дробная логика отличается тем, что входные сигналы уровня «Лог. 1» преобразуются в резистивной матрице в сигналы уровня «Лог. 1/n», где n — количество входов. Переключение порогового модуля происходит в случае, если аддитивная сумма сигналов на входе порогового элемента превысит порог переключения. Бинарные элементы дробной логики за счет использования двух корпусов (узлов) позволяют заменить обширный ассортимент корпусов многовходовых логических элементов.
Предложил аналогово-цифровые элементы бесприоритетной логики, которые имеют n входов (n ≥ 2) и столько же им отвечающих выходов. При подаче на входы таких элементов сигналов различных логических уровней входные сигналы могут проходить на им соответствующие выходы при реализации условий, обусловленных назначением этих элементов. Среди этих элементов: «ТОЛЬКО ОДИН ИЗ ВСЕХ» («ONLY ONE») — логический элемент, обеспечивающий прохождение только одного из n сигналов с входа элемента на соответствующий ему выход. При условии совпадения во времени двух или более входных сигналов элемент не пропустит на выходы ни один из них. Также элементы «ТОЛЬКО ДВА ИЗ ВСЕХ» («ONLY ONE»), «КРОМЕ ВСЕХ» («EXCEPT FOR ALL»), «ТОЛЬКО ОДИН ИЗ ВСЕХ», «ТОЛЬКО ДВА ИЗ ВСЕХ», «ТОЛЬКО ВСЕ» («ONLY ALL»), «ЭКВИВАЛЕНТНОСТЬ», («EQUIVALENCE»), «МАЖОРИТАРНОСТЬ» («MAJORITY»), «ЧЕТНОСТЬ» («PARITY») и их варианты с инверсией.
Схема пассивного универсального логического элемента, содержащего один транзистор, диодный мост и три-четыре резистора, который одновременно имеет выходы OR, XOR и AND. Новые варианты логических элементов «Исключающее ИЛИ» (2XOR и 3XOR) из дискретных элементов. Схема универсального однотиристорного логического элемента NOR/XOR/NAND и двухтиристорного логического элемента NOR/XOR/NAND, OR/XNOR/AND. Особенностью этих устройств является «эффект памяти состояния», который можно использовать при создании электронных устройств нового назначения.
В 2021 г. предложил конструкцию микросхемы 222 для генерации широтно-импульсно модулированного сигнала. Микросхема 222 выгодно отличается от микросхемы-предшественника NE555: имеет всего 6 выводов, вдвое меньшее количество элементов, диапазон рабочих напряжений от 2 до 36 В, отсутствие неконтролируемых сквозных токов, возможность регулировки ширины выходных импульсов от 0 до 100 % без изменения частоты генерации.
В 2025 г. предложил способ многоканальной одновременный трансляции цифровой информации от n источников по двухпроводной линии или радиоканалу. Для этого входной формирователь импульсов обеспечивает соотношение амплитуд входных сигналов согласно ряду a2^(n-1), где a — постоянный множитель. Суммарный сигнал от формирователя импульсов поступает по двухпроводной линии на приемное устройство -амплитудный анализатор из 2n-1 компараторов и формирователь, восстанавливающий вид исходных входных сигналов. Способ позволяет в n раз повысить пропускную способность двухпроводной линии передачи.
Предложил способ и схему подавителя шума балансного типа. Входной зашумленный сигнал подается на вход повторителя (усилителя) напряжения и, одновременно, на вход инвертора (усилителя), с выхода которого сигнал поступает на узкополосный фильтр. Выходные сигналы этих каскадов смешиваются в определенной пропорции на сопротивлении нагрузки, в итоге выходные противофазные шумовые сигналы взаимно подавляются, а на выходе устройства выделяется полезный сигнал. Разработал способ снижения шумов усилителя при параллельном включении активных элементов с трансформаторным суммированием выходных сигналов.
Обосновал принцип работы обратимых емкостных трансформаторов и усилителей постоянного и переменного токов с гальванической развязкой. Преобразование уровней напряжения происходит за счет периодического последовательного или параллельного включения изначально одинаково заряженных конденсаторов. Привел примеры электронных маломощных и механических высоковольтных обратимых преобразователей напряжения. Емкостные трансформаторы также могут быть использованы для усиления или преобразования сигналов низких и ультранизких частот.
Разработал ряд схем делителей частоты цифровых сигналов, работающих в широкой области частот, позволяющих дискретно за счет регулировки потенциометра устанавливать значение коэффициента деления частоты от 1 до 4096 с шагом 1.
Изложил принцип построения умножителей частоты цифровых сигналов, имеющих заданный пользователем дискретно-регулируемый коэффициент умножения частоты от 1 до нескольких десятков и сотен раз. Предложил схемы умножителей частоты в произвольное целочисленное количество раз при использовании последовательно или параллельно включенных элементов задержки импульсов.
Предложил схемы цифровых фазовращателей, имеющих разное количество ступеней и ярусов, а также их сочетаний, позволяющих последовательно сдвигать фазы на выходах устройства вне зависимости от частоты на постоянный угол 180/n градусов, где n=1,2,3… Создал многодиапазонные фазовращатели с механическим или электронным неограниченным переключением шага сдвига фаз. Описал схему формирователя широкодиапазонного четырёхфазного сигнала, имеющего плавную синхронную регулировку сдвига фаз с перекрытием выходных сигналов по времени. Многоканальный фазовращатель позволяет осуществлять синхронное плавное регулирование фазового сдвига на нескольких выходах практически от нулевых значений при одинаковом либо заданном пользователем последовательном сдвиге фаз между соседними выходами. Частота следования выходных импульсов совпадает с частотой импульсов входных. Создал генератор прямоугольных импульсов с плавным сдвигом фазы выходного сигнала в широком диапазоне частот.
Разработал аналого-цифровой квазифильтр клапанного типа. Рассмотрел работу активных и пассивных квазифильтровых устройств клапанного типа, позволяющих пропускать со входа на выход устройства сигналы, частота которых лежит выше или ниже заданного значения, либо находится в пределах заданной полосы частот или, напротив, вне этой полосы.
Предложил новые схемы перестраиваемых пропускающих и заграждающих аналоговых и цифровых фильтров, фильтров нижних и верхних частот, а также фильтров качающейся частоты и частотных компараторов. Цифровое частотное реле-фильтр.
Создал электрические модели солитона, способные имитировать линейное, плоскостное и объемное распространение волн ударного возбуждения в различных средах. Простейшая нереверсивная модель солитона выполнена на основе повторителя напряжения с RC-цепочкой задержки времени. Последовательное включение таких элементов способно имитировать линейное распространение волны возбуждения. Полноценная реверсивная модель солитона выполнена на основе реверсивного повторителя напряжения, что позволяет имитировать распространение волны возбуждения как в плоскости, так и в объеме среды. Цепочка или сеть электрических узлов реверсивной модели солитона (реверсивного повторителя напряжения) может быть использована для передачи без потерь информации на неограниченное расстояние.
Рассмотрел варианты новых экономичных ячеек памяти, имеющих три вывода, два из которых являются выводами питания, а третий вывод — информационный. Основой ячеек памяти являются RS-триггеры ассиметричного построения, что позволяет однозначно устанавливать необходимые логические уровни при подаче питания.
Предложил варианты построения двух-, трех- и четырехвходовых логических элементов с памятью состояния (С-элементов Мюллера), а также многовходовый логический элемент с памятью состояния, управляемый входными сигналами: «Лог. 1», «Лог. 0» и «Z» (отключено).
Предложил устройство и принцип работы логических элементов с входной и/или выходной статической или динамической памятью. В отличие от традиционных логических элементов, переключение которых происходит при одновременной подаче на входы управляющих сигналов, переключение рассматриваемых логических элементов происходит как при одновременной, так и при разнесенной во времени подаче управляющих сигналов. Логические элементы с динамической памятью отличаются возможностью временного хранения уровня входного управляющего или выходного сигнала.
Предложил схемотехнические решения новых радиоэлектронных устройств широкой области применения, в числе которых:
Конструкции градиентных детекторов и градиентных реле — устройств, способных контролировать мгновенное изменение уровня напряжения в ту или иную сторону относительно нормы (градиентного детектора знака уровня входного сигнала), детекторы знака градиента уровня входного сигнала,
Новые элементы силовой электроники — баристоры (барьерно-резистивные элементы) и симбаристоры, способные пропускать, либо, напротив, задерживать прохождение на выход устройства сигналов постоянного или переменного тока, амплитуда которых превышает некоторый заданный, в том числе регулируемый порог. Баристорные регуляторы напряжения, регуляторы момента отпирания силовых приборов.
Двуханодный MOSFET тиристор и двухпороговые «On-Off» Low-High and High-Low тиристоры. Брекистор — прерыватель тока в нагрузке, ШИМ-регулятор тока нагрузки последовательного типа.
Многофазный синтез сигналов треугольной формы с умножением частоты, работу селектора гармоник из периодических сигналов произвольной формы — умножителя частоты, низковольтного регулируемого S-негатрона на компараторе и ШИМ-генераторы на S-негатронных компараторах.
Плавные регуляторы стабилизированного напряжения от +E до -E, устройство возведения в степень +n и -n, где n = 1,2,3…, генератор чередующихся импульсов регулируемой ширины, реле номинального напряжения, тока и мощности; минимального, максимального и диапазона токов нагрузки.
Импульсное регулирование тока в цепи переменного тока с гасящим конденсатором, реверсивную работу логических элементов, модели транзисторов переменного тока, МОП-аналогов тиристоров, полностью реверсивного усилителя на операционных усилителях, компараторов нечеткой логики, верньерного генератора стабильного тока капельного типа на диапазон 10^(-6)…10^(-11) А.
Компаратор емкостей и индуктивностей для индикации равенства или неравенства этих элементов с реакцией на разбаланс моста при изменении емкости (индуктивности) датчика на сотые доли процента.
Оптоэлектроника
Разработал оптоэлектронные элементы бесприоритетной логики, цифровых компараторов и аналитических цифровых компараторов — дешифраторов, мультиплексоров и демультиплексоров, аналого-цифрового демультиплексора, дешифраторов и шифраторов, а также стенды для изучения их работы.
Предложил диодно-транзисторные и оптоэлектронные мажоритарные логические элементы, оптоэлектронные логические элементы «Исключающее ИЛИ(НЕ)», 3XOR/3XNOR, «Эквивалентность» и «Эквивалентность-НЕ», универсальные оптоэлектронные логические элементы, в том числе переменного и постоянного тока, оптоэлектронные логические элементы универсального назначения. Рассмотрел возможность создания пассивных и активных оптоэлектронных логических элементов, одновременно выполняющих функции AND, NAND, OR, NOR, XOR, XNOR. Оптоэлектронный логический элемент универсального назначения с входным оптическим переключением функций AND/NAND, OR/NOR и XOR/XNOR, оптоэлектронный аналог тиристора, оптически управляемые коммутаторы, а также оптоэлектронный реверсивный канал передачи данных
Электронные устройства на бистабильных элементах. Формирователи, стабилизаторы и преобразователи напряжения. Устройства контроля питающих напряжений. Коммутаторы электронных и силовых цепей. Реверсивный преобразователь уровня сигнала. Безбатарейные сенсорные светодиодные индикаторы фазы и аудиовизуальные индикаторы отключения источника питания. Схемы питания светодиодных излучателей от источников ультранизкого (выше 120 мВ) напряжения.
Устройства на основе поликомпараторных микросхем: многоканальные квазифильтровые устройства клапанного типа с управляемой характеристикой; бесфильтровые эквалайзеры; вариаторы динамического диапазона; многоканальные системы двухпроводного дистанционного управления и контроля; коммутаторы нагрузок, переключатели; амплитудно-частотные анализаторы; сканирующие радиоприемники.
Создал семейства новых радиоэлектронных устройств для использования в научной аппаратуре и приборах для физических исследований: преобразователи и индикаторы неэлектрических и электрических величин, приборы на их основе; композитные аналоги сложных полупроводниковых структур; измерительные приборы и методы; усилители; фильтры; генераторы электрических импульсов; средства связи; элементы схем источников вторичного электропитания; высоковольтные генераторы для газоразрядной диагностики материалов; коммутаторы с широтно-импульсным управлением; функциональные генераторы инверсного построения; синтезаторы периодических электрических сигналов произвольной формы, компараторы нечеткой логики; цветодинамические мостовые измерительные приборы; приборы и методы медицинского применения и т. д.
Для определения эффективности взаимодействия излучения с веществом предложил метод полного разложения, на основе которого получил вывод уравнения, позволяющего в широком интервале варьирования условий эксперимента корректно описывать кинетику топохимических превращений при неравномерной скорости протекания реакции по объему. Показал возможность применения этого уравнения в других областях науки и техники для описания эмпирических зависимостей. Уточнены и расширены формулировки законов для процессов, протекающих в материальных средах при облучении. Установил предельный характер чувствительности сред регистрации информации.
Изучена и установлена взаимосвязь параметров фоторегистрирующих сред на основе галогенидов тяжелых металлов. Получен вывод уравнения изоопаки, позволяющего прогнозировать поведение регистрирующей среды. Теоретически определил предельные возможности регистрации фото- и терморегулирующих сред. Исследованы регистрирующие среды прямого действия на основе галогенидов висмута, свинца, таллия, систем металл (полупроводник) — светочувствительный слой, металлических пленок, поликомпонентных слоев. Изучены методы сухой усиливающей обработки (оптическое и/или термическое проявление), усиления в парах или растворах. Созданы первые термографические материалы контактного действия на неорганической основе.
Исследованы неустойчивые физические и химические (электроразрядные, кристаллизационные, конденсационные, комбинированные) системы и способы регистрации информации на основе термодинамических неустойчивых систем.
Обоснован подход к описанию процессов, происходящих в неустойчивых системах и средах регистрации информации с позиций представления их в виде дискретно-непрерывных функций, что позволило перенести эти представления на их электронные аналоги и модели. C позиций бистабильных и промежуточных состояний рассмотрел процессы регистрации информации. Созданы устройства, способы и среды для визуализации физических полей и излучений в ближней (контактной) и дальней зонах.
Предложил вариант устройства для мониторинга предвестников катастрофических геодинамических событий с автоматическим разделением сигналов от разнесенных датчиков излучений и полей природно-техногенного происхождения. Предложил устройство для пеленгации грозовых разрядов. Теоретически обосновал периодический характер свечения чёточной молнии. Предложил конструкцию мультиячеистого газоразрядного визуализатора излучений.
Предложил новые формулировки законов действия внешних физических факторов на объекты материального мира:
1.	Только поглощённая объектом энергия способна вызвать в нем какие-либо изменения (нет воздействия/взаимодействия — нет ответной реакции).
2.	Эффективность воздействия на объект пропорциональна интенсивности этого воздействия, помноженному на вероятность его взаимодействия с объектом.
3.	Сумма вероятностей инициирования всех каналов диссипации поглощённой системой энергии равна единице.
4.	Чувствительность объектов материального мира к внешнему воздействию описывается S-образной кривой: при малом уровне воздействия, не превышающего порог чувствительности, объект не реагирует на воздействие; при продолжительном воздействии возбуждающего фактора высокой интенсивности наблюдается явление насыщения, благодаря которому дальнейшее наращивание времени или интенсивности воздействия не вызывает/оказывает адекватного отклика.
Предложил автоматический стабилизатор скорости вращения валов генераторов ветро- и гидроэлектрогенератороов, а также устройство автостабилизации их выходного напряжения при изменении скорости набегающего потока. Представил новую конструкцию фрикционного вариатора для соосных валов.
Обосновал возможность применения метода СВЧ-спектрометрии в исследовании шлама и керна горных пород. Предложил метод компьютеризированной идентификации геологических объектов по их СВЧ-спектрам. Для прогноза свойств объекта исследования и определения степени подобия объектов исследования использован коэффициент спектрального (корреляционного) подобия. Предложил упрощенный вариант расчета абсолютного возраста минералов по данным радиологических исследований, метод трех точек для определения вида кинетической кривой и установления давности события. Применил электроразрядно-кристаллизационный метод для исследования поверхности твердых тел.
В своих монографиях рассмотрел современные прогрессивные методы получения зубных протезов с использованием 3D-технологий. Подробно и систематически изложил технические и методические сведения, необходимые для освоения и последующего использования технологии трехмерной печати зубных протезов в практике стоматологических клиник и стоматологических научно-практических центров.
Рассмотрел современные методы и технические средства применения физиотерапии п практике стоматологии и челюстно-лицевой хирургии. Привел основные определения и терминологию, используемую в лечебной практике, дал современную классификацию физиотерапевтических методов. Проанализировал и описал физиотерапевтические методы коррекции состояния пациентов и практическое применение этих методов по широкому спектру конкретного вида заболеваний в стоматологии и челюстно-лицевой хирургии.
Предложил метод ранней диагностики радиогенной кальцинации биологических тканей на основе предположения, что процесс кальцинации состоит из стадий:
1.	Концентрирование калия (и его изотопа 40К) в локальных участках развития последующего процесса (формирование первичной стадии очага роста), например, в тканях сердца, мозга, суставных сумок, кожных покровов, выводящих путей.
2.	Трансформация изотопа 40К с образованием радиогенных высокоактивных изотопов 40Са и 40Аг по схеме: 40К→β распад = 40Са (88,4 %) с энергией электрона 1,35 МэВ; 40К→е- захват (11,6 %) = 40Аr (возбужденное состояние) → γ квант = 40Аr (энергия γ-излучения 1,55 МэВ).
3.	Накопление 40Са, как потенциальных центров зародышеобразования, присоединение и рост атомов Са (до 10^6…10^7 атомов Са на центр зародышеобразования).
Разработал ряд новых приборов медицинского назначения, в числе которых стимуляторы сна, основанные на воздействии на слуховой аппарат пациента модулированных шумовых сигналов в сочетании с синхронными цветовыми посылками, приборы поиска и электростимуляции, в том числе трансиверного типа, для воздействия на биологически активные точки и зоны Захарьина-Геда, аппараты комплексного воздействия физическими факторами на организм человека (магнито- фото- электро- и т. д. стимуляция), аппараты для ультратоновой терапии, схемотехнические варианты диагностической аппаратуры на основе электроразрядной фотографии, электроактиваторы жидких сред ионами серебра.
Выполнил классификацию методов решения изобретательских задач. Систематизировал и поэтапно-последовательно изложил в монографии ранее известные, а также собственные методы инженерно-технического творчества по принципу «от сложного — к простому».
Рассмотрел и изложил в монографии историю развития учения об электрических явлениях и областях их практического применения, описал научные достижения изобретателей и подвижников науки, сделавших достоянием широких масс свои передовые идеи, ускоривших течение времени, приблизивших будущее.
Подробно описал исторический путь создания и развития газоразрядной фотографии. Привел наиболее значимые и известные открытия, изобретения, события и персоналии, связанные с созданием газоразрядной фотографии. Подробно осветил новые идеи и результаты исследований на современном этапе развития газоразрядной фотографии, а также пути и перспективы ее развития.
Разработал новые методы исследования и математической обработки экспериментальных результатов: метод корреляционной оптимизации выбора условий определения концентрационно-компонентного состава вещества; метод корреляционного подобия для объективного соотнесения объекта исследования к той или иной классифицированной выборке; метод трех точек для определения вида кинетической кривой, установления давности события и прогноза развития процесса; градиентный метод контроля энергетических параметров источников излучения, метод цветодинамических квазимостовых измерений и др.
В частности, предложил использование коэффициента спектрального подобия для идентификации или прогноза свойств объектов исследования. Суть подхода: на основании статистической обработки массива экспериментального материала, отсортированного по определенному признаку, вычисляется усредненное значение, вбирающее в себя наиболее индивидуальные, и, вместе с тем, наиболее общие признаки, характерные только для данной совокупности отсортированных данных. Далее, для уточнения принадлежности каждой отдельно взятой совокупности точек (экспериментальной кривой), входящей в качестве компонента в отсортированный массив данных, производится вычисление значений коэффициентов корреляции каждого из слагающих генеральную, усредненную совокупность точек к усредненному их значению (распределению). Степень подобия объектов (спектров) характеризуется значением «корреляционного резонанса», определяемого отношением коэффициента корреляционного подобия к разности таковых коэффициентов между сопоставляемыми объектами. Метод может быть использован для аргументированного соотнесения объекта исследования к тому или иному объекту классификации, например, установления авторства текстов, голосов, идентификации лиц и т. д.

## Печатные труды
- Ермолаев В. А., Похолков Ю. П., Шустов М. А., Исмаилова О. Л., Азикова Г. И., Руднев С. В. Радиография и радиографические ячейки. — Томск: Изд-во РИО «Пресс-Интеграл» ЦПК ЖК, 1997. — 224 с. (145×200 мм). Тираж 500 экз. (I и II главы, общая редакция).
- Шустов М. А., Протасевич Е. Т. Электроразрядная фотография. — Томск: Изд-во Томск. политехн. ун-та, 1999. — 244 с. (145×200 мм). Тираж 100 экз. (I, III—VIII главы, приложение).
- Шустов М. А., Протасевич Е. Т. Теория и практика газоразрядной фотографии. — Томск: Изд-во Томск. политехн. ун-та, 2001. — 252 с. (145×200 мм). Тираж 100 экз. (II—V главы); Protasevich E.T., Shustov M.A. Practical Electric Discharge (Kirlian) Photography. — Cam-bridge: Cambridge International Science Publishing LTD, 2003. — 180 p. ISBN 978-1-898326-88-5.
- Бойченко А. П., Шустов М. А. Основы газоразрядной фотографии. — Томск: Изд-во «STT», 2004. — 312 с. (130×200 мм). Тираж 175 экз. (два параграфа, приложения). ISBN: 978-5-93629-150-2.
- Шустов М. А. Практическая схемотехника. 450 полезных схем. — М.: Altex-A, 2001. — Кн. 1. — 352 с. (I изд.). (145×215 мм). Тираж 5000 экз. ISBN: 5-94271-002-3; 978-5-942-71031-6, 2003 (II изд.). Тираж 5000 экз.; М.: Додэка-XXI-Altex, 2007. — 360 с. (II изд.). Тираж 1500 экз. ISBN: 978-5-94271-002-3.
- Шустов М. А. Практическая схемотехника. Источники питания и стабилизаторы. — М.: Altex-A, 2002. — Кн. 2. — 192 с. (145×215 мм). Тираж 5000 экз. ISBN: 5-94271-005-8; 978-5-942-71032-3; М.: Додэка-XXI-Altex, 2007. — 200 с. (II изд.). Тираж 1500 экз. ISBN: 978-5-94120-105-1.
- Шустов М. А. Практическая схемотехника. Преобразователи напряжения. — М.: Altex-A, 2002. — Кн. 3. — 184 с. (145×215 мм). Тираж 5000 экз. ISBN: 5-94271-006-6; 978-5-942-71033-0; М.: Додэка-XXI-Altex, 2007. — 192 с. (II изд.). Тираж 1500 экз. ISBN: 978-5-94120-118-1.
- Шустов М. А. Практическая схемотехника. Контроль и защита источников питания. — М.: Altex-A, 2002. — Кн. 4. — 176 с. (145×215 мм). Тираж 5000 экз. ISBN: 5-94271-007-4; 978-5-94271-034-7; М.: Додэка-XXI-Altex, 2007. — 184 с. (II изд.). Тираж 1500 экз. ISBN: 978-5-94120-123-5.
- Шустов М. А. Практическая схемотехника. Полупроводниковые приборы и их применение. — М.: Altex, 2004. — Кн. 5. — 304 с. (145×215 мм). Тираж 3000 экз. ISBN: 978-5-94271-025-2.
- Шустов М. А. Схемотехника. 500 устройств на аналоговых микросхемах. — СПб.: Наука и Техника, 2013. — 352 с. (165×235 мм). Тираж 1500 экз. ISBN: 978-5-94387-809-1.
- Справочник электрика для профи и не только… Современные технологии XXI века / С. Л. Корякин-Черняк, М. А. Шустов, О. Н. Партала, А. В. Повный, С. Б. Шмаков, В. Я. Володин, Е. А. Мукомол / Под ред. С. Л. Корякина-Черняка. — СПб.: Наука и Техника, 2013. — 576 с. (165×235 мм). Тираж 1500 экз. (I—III главы). ISBN: 978-5-94387-863-3.
- Электротехнический справочник. Практическое применение современных технологий / С. Л. Корякин-Черняк, М. А. Шустов, О. Н. Партала, А. В. Повный, С. А. Никулин, Ю. Н. Давиденко, С. Б. Шмаков, В. Я. Володин, Е. А. Мукомол / Под ред. С. Л. Корякина-Черняка. — СПб.: Наука и Техника, 2014. — 592 с. (165×235 мм). Тираж 1500 экз. (II—III главы). ISBN: 978-5-94387-862-6.
- Шустов М. А. Методические основы инженерно-технического творчества. — Томск: Изд-во Томск. политехн. ун-та, 2010. — 78 с. (Электронное издание). 2010. URL: http://portal.tpu.ru/SHARED/s/SHUSTOV/Scholastic_work/ntt); Шустов М. А. Методические основы инженерно-технического творчества. — Томск: Изд-во Томск. политехн. ун-та, 2012. — 140 с.; Шустов М. А. Методические основы инженерно-технического творчества. — М.: НИЦ ИНФРА-М, 2015. — 128 с. (145×200 мм). Тираж 100 экз.; 2016. — 128 с. (Второе изд.); 2017. — 128 с. (Третье изд.); 2018. — 128 с. (Четвертое изд.); 2019. — 128 с. (Пятое изд.); 2022. — 128 с. (Шестое изд.). ISBN: 978-5-16-009927-9 (print), 978-5-16-101529-2 (online).
- Шустова В. А., Шустов М. А. Применение 3D-технологий в ортопедической стоматологии. − Томск: Изд-во СибГМУ, 2015. — 144 с. ISBN: 978-5-985-91109-1. Тираж 500 экз.; СПб.: СпецЛит, 2016. — 159 с. (145×200 мм) Тираж 1000 экз. ISBN: 978-5-299-00772-5.
- Шустов М. А. Основы силовой электроники. — СПб.: Наука и Техника, 2017. — 336 с. (165×235 мм). Тираж 1000 экз. ISBN: 978-5-94387-872-5; 2019. — 336 с. Тираж 1000 экз. (Второе изд.). ISBN: 978-5-94387-890-9.
- Коротков К. Г., Шустов М. А. Эффект Кирлиан — прошлое и современность. — Санкт-Петербург-Томск, 2017. — 144 с. (205×260 мм). http://iumab.club/assets/files/papers/Other-languages/Russian/2017-Korotkov%20K.G.%2C%20Shustov%20M.A.%20Kirlian%20effect%20-%20history%20and%20present.pdf
- Shustov M.A., Shustov A.M. Electronic Circuits for All. — London: Elektor International Media BV, 2017. — 397 p. (165×235 мм). Тираж 1000 экз. ISBN-13: 978-1907920653; Elektronika za sve: Priručnik praktične elektronike. — Niš: Agencija EHO, 2017; 2018. — 392 St. (Сербия). ISBN: 978-86-80134-14-7.
- Шустов М. А. Цифровая схемотехника. Основы построения. — СПб.: Наука и Техника, 2018. — 320 с. (165×235 мм). Тираж 1300 экз. ISBN: 978-5-94387-875-6.
- Шустов М. А. Цифровая схемотехника. Практика применения. — СПб.: Наука и Техника, 2018. — 432 с. (165×235 мм). Тираж 1300 экз. ISBN: 978-5-94387-876-3.
- Шустов М. А., Шустова В. А. Физиотерапия в стоматологии и челюстно-лицевой хирургии. — СПб.: СпецЛит, 2019. — 167 с. (145×200 мм). Тираж 500 экз. ISBN: 978-5-299-00991-0.
- Шустов М. А. История электричества. — Москва; Берлин: Директ-Медиа, 2019. — 567 с. (205×260 мм). Тираж 500 экз. ISBN: 978-5-4475-9841-9. DOI 10.23681/498554.
- Шустов М. А. Цифровая схемотехника от азов до создания практических устройств. — СПб.: Наука и Техника, 2024. — 560 с. (165×235 мм). Тираж 1200 экз. ISBN 978-5-907592-36-0.
- Шустов М. А. Силовая электроника в электропитании и освещении. От азов до создания практических устройств. — СПб.: Наука и Техника, 2024. — 560 с. (165×235 мм). Тираж 1200 экз. ISBN 978-5-907592-41-4.